# Новомихайловка (Сахновщинский район)
Новомихайловка (укр. Новомихайлівка) — село, 
Олейниковский сельский совет,
Сахновщинский район,
Харьковская область.
Код КОАТУУ — 6324886005. Население по переписи 2001 года составляет 177 (73/104 м/ж) человек.

## Географическое положение
Село Новомихайловка находится на расстоянии в 6 км от реки Орель.
На расстоянии в 2,5 км расположены сёла Николаевка и Шевченково.
В 1997 году к селу присоединено село Аркадиевка.

## История
- 1870 — дата основания.